# Lauri Aus
Lauri Aus (Tartu, 4 november 1970 – aldaar, 20 juli 2003) was een Estisch wielrenner.

## Carrière
Aus werd in 1995 profwielrenner bij de Franse tweedeklasser La Mutuelle de Seine-et-Marne, nadat hij vanaf 1992 al in Franse amateurploegen had gereden. Hij reed zijn hele loopbaan in Franse dienst. Van 1997 tot 2000 reed hij voor Casino en van 2000 tot 2003 voor Ag2R Prévoyance. Vanaf 1997 was hij ploeggenoot van zijn bekendere landgenoot Jaan Kirsipuu.
Aus, die enkele keren deelnam aan de Ronde van Frankrijk, won in 1997 een etappe en het eindklassement in de Ronde van de Limousin en een etappe in de Ronde van Polen. In 1998 won hij de Classic Haribo, een etappe in de Ronde van de Oise en een etappe en het eindklassement van de Ronde van Poitou-Charentes. In 1999 won hij de GP van Isbergues en in 2001 was hij de snelste in een etappe in de Ronde van Poitou-Charentes. In 2000 werd hij nationaal kampioen van Estland. 
Aus verongelukte op 20 juli 2003 tijdens een training, toen hij tussen Tartu en Kallaste werd aangereden door een dronken automobilist. Hij liet een vrouw en twee kinderen na. Ter nagedachtenis wordt sinds juli 2004 de Lauri Aus Memorial georganiseerd. Aus ligt begraven op de Raadi-begraafplaats in Tartu.

## Belangrijkste overwinningen
1996
- 3e en 6e etappe Ronde van Bretagne
- 2e en 6e etappe Ronde van Poitou-Charentes

1997
- 3e etappe Ronde van de Limousin
- Eindklassement Ronde van de Limousin
- 1e etappe Ronde van Polen

1998
- Classic Haribo
- 1e etappe Ronde van de Oise
- 1e etappe Ronde van Poitou-Charentes
- Eindklassement Ronde van Poitou-Charentes

1999
- GP Isbergues

2000
- Estisch kampioenschap individuele tijdrit op de weg, elite
- Estisch kampioenschap op de weg, elite

2001
- 4e etappe Ronde van Poitou-Charentes

## Resultaten in voornaamste wedstrijden
| Jaar | Ronde van Italië | Ronde van Frankrijk | Ronde van Spanje |
| ---- | ---------------- | ------------------- | ---------------- |
| 1997 |                  | 124e                |                  |
| 1998 |                  |                     | buiten tijd      |
| 1999 |                  |                     |                  |
| 2000 |                  | opgave              |                  |
| 2001 |                  |                     |                  |
| 2002 |                  |                     | opgave           |
| 2003 |                  |                     |                  |

| Jaar | Milaan-San Remo | Gent-Wevelgem | Ronde van Vlaanderen | Parijs-Roubaix | Brabantse Pijl | Bretagne Classic |  | WK op de weg |
| ---- | --------------- | ------------- | -------------------- | -------------- | -------------- | ---------------- |  | ------------ |
| 1997 |                 |               | 52e                  |                |                |                  |  | 7e           |
| 1998 | 48e             |               |                      |                | 8e             |                  |  | 15e          |
| 1999 | 5e              | 106e          | 47e                  | 55e            |                | 5e               |  | opgave       |
| 2000 | 156e            | 43e           | 89e                  | 50e            |                |                  |  |              |
| 2001 |                 |               |                      |                |                |                  |  | 77e          |
| 2002 |                 |               |                      |                |                |                  |  |              |
| 2003 | 144e            |               |                      |                | 67e            |                  |  |              |

Wielerploegen van Lauri Aus
Agnolutto ·
Aus ·
Barthe ·
Bessy ·
Bordenave ·
Bozzi ·
Cali ·
Chanteur ·
Durand ·
Elli ·
Gougot ·
Järmann ·
Kasputis ·
Kirsipuu ·
Lefèvre ·
Massi ·
Pontier ·
Richard  ·
Saligari ·
Streel ·
Vinokoerov ·
Oriol (stagiair) ·
Ramel (stagiair) 
Agnolutto ·
Aus ·
Barthe ·
Bessy ·
Bouvard ·
Cali ·
Chanteur ·
Durand ·
Elli ·
Gougot ·
Hamburger ·
Järmann ·
Kasputis ·
Kirsipuu ·
Lefèvre ·
Massi ·
Oriol ·
Richard  ·
Saligari ·
Salmon ·
Streel ·
Vinokoerov ·
Flickinger (stagiair) ·
Mizoerov (stagiair) ·
Pencolé (stagiair) 
Agnolutto ·
Aus ·
Barthe ·
Bessy ·
Chanteur ·
Delrieu ·
Flickinger ·
Gougot ·
Kasputis ·
Kirsipuu ·
Lefèvre ·
Maignan ·
Oriol ·
Roux ·
Salmon ·
Vinokoerov ·
Dessel (stagiair) ·
Mändoja (stagiair) ·
Turpin (stagiair) 
Agnolutto · Aus · Barthe · Bordenave · Botsjarov · Chanteur · Delrieu · Estadieu · Kasputis · Kirsipuu · Kivilev · Maignan · Mändoja · Salmon · Turpin · Grux (stagiair) · Inaudi (stagiair) · Thollet (stagiair) 
Agnolutto · 
Aus · 
Balčiūnas · 
Bergès · 
Bordenave · 
Botsjarov · 
Capelle ·
Delrieu · 
Demarbaix · 
Estadieu · 
Grux ·
Inaudi ·  
Kasputis · 
Kirsipuu · 
Loder · 
Maignan · 
Mändoja · 
Salmon · 
Turpin · 
Couge (stagiair) · 
Laidoun (stagiair) · 
Portal (stagiair) 
Agnolutto · 
Astarloza ·
Aus · 
Balčiūnas · 
Bergès · 
Botsjarov · 
Capelle ·
Chaurreau · 
Demarbaix (tot 31/05) · 
Estadieu · 
Flickinger ·
Grux ·
Inaudi ·  
Kasputis · 
Kirsipuu · 
Laidoun ·
Loder · 
Mändoja · 
Oriol ·
Paumier · 
Portal ·
Trastour · 
Turpin · 
Mondory (stagiair) · 
Pütsep (stagiair) · 
Scanlon (stagiair) 
Agnolutto · 
Astarloza ·
Aus (tot 20/07) · 
Bergès · 
Botsjarov · 
Brochard ·
Chaurreau ·   
Flickinger ·
Inaudi ·   
Kirsipuu · 
Laidoun ·
Loder · 
Oriol · 
Paumier (tot 31/03) · 
Portal ·
Pütsep · 
Scanlon ·
Trastour · 
Turpin · 
Armataffet (stagiair) ·
Mondory (stagiair) · 
Terretaz (stagiair)